# Tipula luridorostris
Tipula luridorostris är en tvåvingeart som beskrevs av Theodor Emil Schummel 1833. Tipula luridorostris ingår i släktet Tipula och familjen storharkrankar. Enligt den finländska rödlistan är arten otillräckligt studerad i Finland. Arten är reproducerande i Sverige. Artens livsmiljö är bäckar. Inga underarter finns listade i Catalogue of Life.